# Xã Monroe, Quận Harrison, Ohio
Xã Monroe (tiếng Anh: Monroe Township) là một xã thuộc quận Harrison, tiểu bang Ohio, Hoa Kỳ. Năm 2010, dân số của xã này là 1.198 người.